# Messier 14
Messier 14 (M14)  även känd som NGC 6402 är en klotformig stjärnhop i stjärnbilden Ormbäraren. Den upptäcktes den 30 maj 1764 av Charles Messier som införde den som nummer 14 i sin katalog över ickekometliknande objekt. Hopens skenbara magnitud på ca 7,6 gör att den lätt kan ses med en vanlig fältkikare. Medelstora teleskop visar en antydan om de enskilda stjärnor där den ljusaste är av magnitud +14.

## Egenskaper
På ett avstånd av ca 30 000 ljusår innehåller Messier 14 hundratusentals stjärnor, däribland 70 variabla stjärnor. Den totala ljusstyrkan för hopen är i storleksordningen 400 000 gånger solens, vilket motsvarar en absolut magnitud på -9,12. Formen på hopen är tydligt långsträckt. Den har en diameter av ca 100 ljusår.
Totalt 70 variabla stjärnor är kända i M14, många som W Virginis-variabel, vanliga i klotformiga stjärnhopar. År 1938 uppträdde en supernova i hopen, även om den inte upptäcktes förrän fotografiska plåtar från den tiden granskades 1964. Det uppskattas att novan nådde en maximal ljusstyrka av magnitud +9,2, över fem gånger ljusare än den ljusaste "normala" stjärnan i hopen.

## Galleri

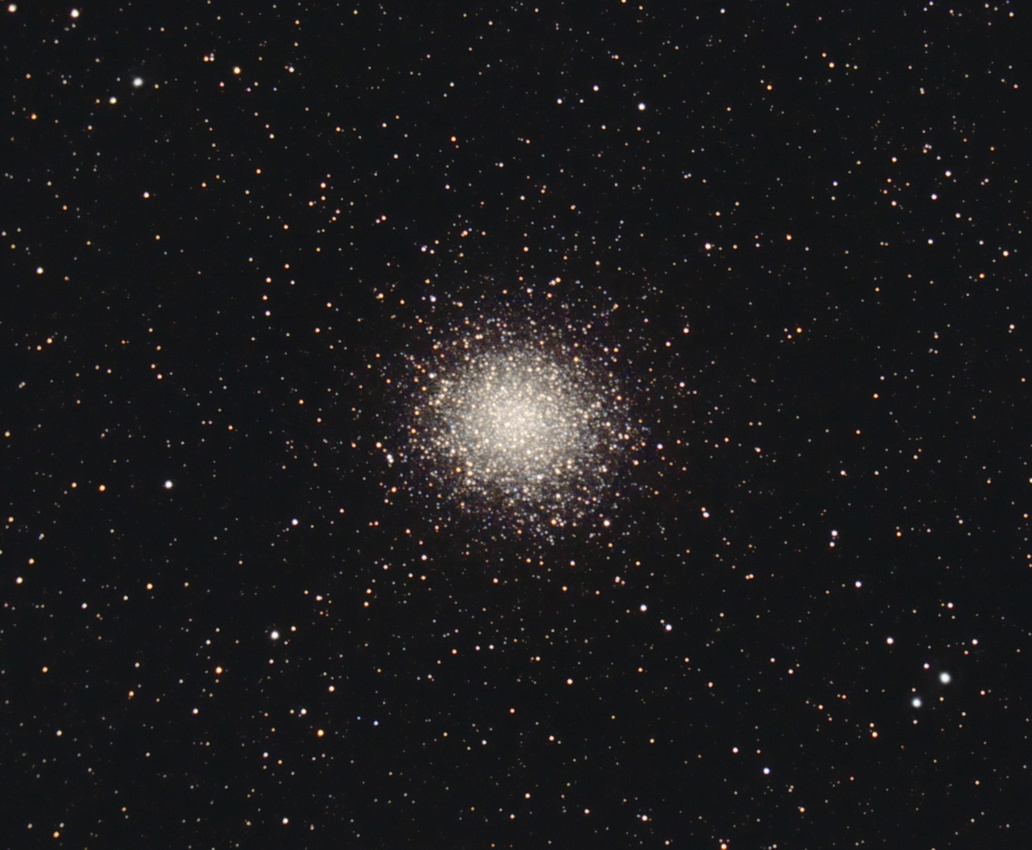
Messier 14 med amatörteleskop
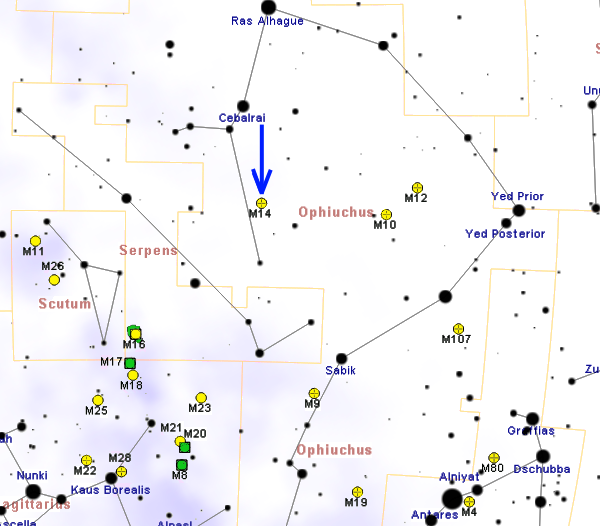
Karta som visar lokaliseringen av Messier 14